# 니시노 쓰토무
니시노 쓰토무(일본어: 西野 努, 1971년 3월 13일 ~ )는 일본의 전 축구 선수이다.

## 구단 경력
1993년 J1리그의 우라와 레즈에 입단했다. 1999년후 J2리그에 강등했다. 2000년 J2리그 준우승으로 J1리그로 승격했다. 2001년까지 134경기에 출전하여, 10득점을 넣었다. 2001년후 현역 은퇴.